# Lista de deputados estaduais de Minas Gerais da 14.ª legislatura
Esta é uma lista de deputados estaduais de Minas Gerais eleitos para a 14ª Legislatura. São relacionados o nome civil dos parlamentares que assumiram o cargo em 1999, cujo mandato expirou em 2003.

## Composição das bancadas
| Partido | Líder                  | Bancada | Posição      |
| ------- | ---------------------- | ------- | ------------ |
| PSDB    | Toninho Andrada        | 16 / 77 | Oposição     |
| PMDB    | José Henrique Lisboa   | 14 / 77 | Governo      |
| PFL     | Sebastião Navarro      | 6 / 77  | Oposição     |
| PDT     | Bené Guedes            | 6 / 77  | Oposição     |
| PSB     | Del. Elaine Matozinhos | 6 / 77  | Oposição     |
| PPB     | Glycon Pinto           | 5 / 77  | Oposição     |
| PTB     | Dilzon Melo            | 5 / 77  | Oposição     |
| PT      | Maria José Haueisen    | 5 / 77  | Independente |
| PL      | Agostinho Fernandes    | 3 / 77  | Governo      |
| PSD     | Djalma Florêncio Diniz | 3 / 77  | Oposição     |
| PMN     | José Milton Rocha      | 3 / 77  | Governo      |
| PPS     | Luiz de Menezes        | 2 / 77  | Governo      |
| PSN     | José Miguel Martini    | 1 / 77  | Independente |
| PST     | Pastor George Hilton   | 1 / 77  | Independente |
| PSC     | Ronaldo Canabrava      | 1 / 77  | Oposição     |

## Relação
| Nome                                                  | Partido | Observações |
| ----------------------------------------------------- | ------- | --- |
| Adelino de Carvalho Lino                              | PMN     | |
| Adelmo Carneiro Leão                                  | PT      | Licenciou-se para ocupar o cargo de Secretário de Estado da Saúde, sendo substituído por Sandoval Geraldo Coelho no período de 24/3 a 16/4/2000 e Maria Tereza Lara de 17/4 a 18/6/2000. |
| Agostinho Fernandes da Silveira                       | PL      | |
| Agostinho Patrús                                      | PSDB    | |
| Ailton Paranaíba Vilela                               | PSDB    | |
| Alberto Pinto Coelho Júnior                           | PPB     | |
| Aldimar Dimas Rodrigues                               | PMDB    | |
| Alencar Magalhães da Silveira Júnior                  | PDT     | |
| Álvaro Antônio Teixeira Dias                          | PDT     | |
| Ambrósio Pinto                                        | PTB     | |
| Amilcar Vianna Martins Filho                          | PSDB    | |
| Anderson Adauto Pereira                               | PMDB    | |
| Antônio Carlos Doorgal de Andrada                     | PSDB    | |
| Antônio Eustáquio Andrade Ferreira                    | PSDB    | |
| Antônio Genaro Oliveira                               | PSD     | |
| Antônio Júlio de Faria                                | PMDB    | |
| Arlen de Paulo Santiago Filho                         | PTB     | |
| Benedito Rubens Renó Guedes                           | PDT     | |
| Carlos Alberto Bejani                                 | PFL     | |
| Carlos Welth Pimenta de Figueiredo                    | PSDB    | |
| Christiano Augusto Bicalho Canêdo                     | PTB     | |
| Dalmo Roberto Ribeiro Silva                           | PSD     | |
| Dilzon Luiz de Melo                                   | PTB     | |
| Dinis Antônio Pinheiro                                | PSD     | |
| Djalma Florêncio Diniz                                | PSD     | |
| Durval Ângelo Andrade                                 | PT      | |
| Edson Rezende Morais                                  | PSB     | |
| Eduardo Dias Hermeto Filho                            | PSB     | |
| Eduardo Gustavo Farnese Brandão                       | PMN     | |
| Elaine Matozinhos Ribeiro Gonçalves                   | PSB     | |
| Elbe Figueiredo Brandão Santiago                      | PSDB    | |
| Elmo Braz Soares                                      | PPB     | Renunciou para ocupar o cargo de Conselheiro do Tribunal de Contas do Estado de Minas Gerais, sendo substituído por Nivaldo José de Andrade a partir de 26/5/2000, que renunciou em 31/12/2000, para ocupar o cargo de Prefeito Municipal de São João del Rei, sendo substituído por Kemil Said Kumaira a partir de 4/1/2001. |
| Ermano Batista Filho                                  | PSDB    | |
| Fábio Lúcio Rodrigues Avelar                          | PSDB    | |
| Francisco Rafael Gonçalves (Chico Rafael)             | PSB     | |
| George Hilton dos Santos Cecílio (Pastor George)      | PST     | |
| Geraldo Gomes Rezende                                 | PMDB    | Licenciou-se para ocupar o cargo de Secretário de Estado de Indústria, Comércio e Turismo, sendo substituído por Antônio Roberto Lopes de Carvalho no período de 3/2/1999 a 24/4/2000. |
| Gilberto Wagner Martins Pereira Antunes (Gil Pereira) | PPB     | |
| Glycon Terra Pinto                                    | PPB     | |
| Hely Tarqüínio                                        | PSDB    | |
| Irani Vieira Barbosa                                  | PSD     | |
| Ivair Nogueira do Pinho                               | PDT     | Licenciou-se para ocupar o cargo de Secretário de Estado de Esportes, sendo substituído por Eduardo Daladier Pereira no período de 3/2/1999 a 30/3/2000. |
| Ivo José da Silva                                     | PT      | |
| João Batista de Oliveira                              | PDT     | |
| João Leite da Silva Neto                              | PSDB    | |
| João Paulo Gomes da Silva                             | PSD     | |
| João Pinto Ribeiro                                    | PMDB    | |
| Jorge Eduardo Vieira de Oliveira                      | PMDB    | |
| José Alves Viana (Doutor Viana)                       | PDT     | |
| José Castro Braga                                     | PDT     | |
| José Henrique Lisboa Rosa                             | PMDB    | |
| José Miguel Martini                                   | PSN     | |
| José Milton de Carvalho Rocha                         | PMN     | |
| Luiz de Menezes                                       | PPS     | |
| Luiz Fernando Ramos Faria                             | PPB     | |
| Luiz Sávio de Souza Cruz                              | PSB     | Licenciou-se para ocupar o cargo de Secretário de Estado de Recursos Humanos e Administração, sendo substituído por Maria Tereza Lara no período de 3/2/1999 a 16/4/2000. |
| Luiz Tadeu Leite                                      | PMDB    | Licenciou-se para ocupar o cargo de Secretário de Estado da Justiça e Direitos Humanos, sendo substituído por César de Mesquita no período de 3/2 a 16/11/1999. |
| Marcelo Jerônimo Gonçalves                            | PDT     | |
| Márcio Luiz da Silva Cunha                            | PMDB    | |
| Marcio Luiz Murta Kangussu                            | PSDB    | |
| Marco Regis de Almeida Lima                           | PPS     | |
| Maria José Haueisen Freire                            | PT      | |
| Maria Olívia de Castro e Oliveira                     | PSDB    | |
| Mauri José Torres Duarte                              | PSDB    | |
| Mauro Lobo Martins Júnior                             | PSDB    | |
| Newton de Morais (Cabo Morais)                        | PL      | |
| Olavo Bilac Pinto Neto                                | PFL     | |
| Olinto Dias Godinho                                   | PTB     | |
| Paulo César de Carvalho Pettersen                     | PMDB    | |
| Paulo Piau Nogueira                                   | PFL     | |
| Rêmolo Aloise                                         | PFL     | |
| Rogério Correia de Moura Baptista                     | PT      | |
| Ronaldo Canabrava                                     | PSC     | Renunciou em 31/12/2000, para ocupar o cargo de Prefeito Municipal de Sete Lagoas, sendo substituído por Pedro Ivo Ferreira Caminhas a partir de 4/1/2001. |
| Sebastião Costa da Silva                              | PFL     | |
| Sebastião Navarro Vieira Filho                        | PFL     | |
| Wanderley Geraldo de Ávila                            | PSDB    | |
| Washington Fernando Rodrigues (Sargento Rodrigues)    | PL      | |